# Physocephala elongata
Physocephala elongata är en tvåvingeart som beskrevs av Camras 1960. Physocephala elongata ingår i släktet Physocephala och familjen stekelflugor. Inga underarter finns listade i Catalogue of Life.